# 最強出涸らし皇子の暗躍帝位争い 無能を演じるSSランク皇子は皇位継承戦を影から支配する
『最強出涸らし皇子の暗躍帝位争い 無能を演じるSSランク皇子は皇位継承戦を影から支配する』（さいきょうでがらしおうじのあんやくていいあらそい むのうをえんじるSSランクおうじはこういけいしょうせんをかげからしはいする）は、タンバによる日本のライトノベル。『小説家になろう』にて、2019年2月3日から2024年2月4日まで連載された。書籍版は角川スニーカー文庫（KADOKAWA）より2019年9月から刊行されている。2025年3月時点で電子版を含めたシリーズ累計部数は140万部を突破している。
メディアミックスとして、天海雪乃によるコミカライズが『最強出涸らし皇子の暗躍帝位争い』のタイトルで『ヤングエースUP』（KADOKAWA）にて2019年12月25日より連載中。2023年9月に開催されたオンラインイベント「スニーカー文庫35周年FESTA！」にてアニメ化企画が進行中であることが発表された。

## あらすじ
アードラシア帝国では、優秀だった「皇太子」の第一皇子が戦死して以降、皇子たちによる帝位争いが過熱していた。帝位争いに敗れれば、命を取られる可能性さえあることから、下位の皇子たちは常に暗殺の危険にさらされていた。
アードラシア帝国の第七皇子・アルノルト・レークス・アードラーは、無能・無気力な態度を取り続けた結果、双子の弟である第八皇子・レオナルトに良いところを全て持っていかれた「出涸らし皇子」と貴族たちに揶揄されていた。
しかし実はアルノルトは、強力な「古代魔法」で高難易度の依頼をこなしている、仮面で顔を隠した凄腕のSSランク冒険者「シルバー」という裏の顔を持っている最強皇子であった。皇帝になる気のないアルノルトは、自分たちの命を守るため、皇帝に相応しいと思う弟のレオを皇帝にするべく、帝位争いをい影から支援しようと暗躍する。
一計を案じて、帝位争いに関わっていないクライネルト公爵の協力を取り付けたアルノルトは、公爵の娘で「蒼鴎姫」と称賛されるフィーネを仲間にする。しかし油断により、自身が「シルバー」であることがフィーネにバレてしまう。
皇帝 ヨハネスは「騎士狩猟祭」を開催し、次期皇太子の座へ大きく前進する報酬として、優勝者には「全権大使」に任ずることを約束する。帝位争いのライバルである、外務大臣として活躍する頭脳明晰な第二皇子 エリク、最強の将軍であり好戦的な第三皇子 ゴードン、禁術魔法を好む残忍な第二皇女 ザンドラたちを相手に、狩猟祭での優勝を目指すことになる。

## 登場人物
アルノルト・レークス・アードラー
本作の主人公。アードラシア帝国の第七皇子で「出涸らし皇子」と揶揄されている。「シルバー」という冒険者の顔も持っている。
レオナルト・レークス・アードラー
アルノルトの双子の弟。アードラシア帝国の第八皇子。
フィーネ・フォン・クライネルト
本作のヒロイン。公爵家の令嬢。

## 既刊一覧

### 小説
- タンバ（著）・夕薙（イラスト） 『最強出涸らし皇子の暗躍帝位争い 無能を演じるSSランク皇子は皇位継承戦を影から支配する』 KADOKAWA〈角川スニーカー文庫〉、既刊14巻（2025年3月1日現在） 
  1. 2019年9月1日発売[7]、ISBN 978-4-04-108526-4
  2. 2020年1月1日発売[8]、ISBN 978-4-04-108530-1
  3. 2020年5月5日発売[9]、ISBN 978-4-04-109169-2
  4. 2020年8月1日発売[10]、ISBN 978-4-04-109170-8
  5. 2020年12月26日発売[11]、ISBN 978-4-04-110950-2
  6. 2021年2月27日発売[12]、ISBN 978-4-04-110951-9
  7. 2021年7月1日発売[13]、ISBN 978-4-04-111503-9
  8. 2021年12月1日発売[14]、ISBN 978-4-04-111504-6
  9. 2022年4月1日発売[15]、ISBN 978-4-04-112422-2
  10. 2022年9月30日発売[16]、ISBN 978-4-04-112779-7
  11. 2023年3月31日発売[17]、ISBN 978-4-04-112784-1
  12. 2023年9月29日発売[18]、ISBN 978-4-04-114180-9
  13. 2024年3月29日発売[19]、ISBN 978-4-04-114773-3
  14. 2025年3月1日発売[2]、ISBN 978-4-04-115994-1

### 漫画
- タンバ（原作）・夕薙（キャラクター原案）・天海雪乃（漫画） 『最強出涸らし皇子の暗躍帝位争い』 KADOKAWA〈角川コミックス・エース〉、既刊8巻（2025年3月10日現在）
  1. 2020年5月2日発売[4]、ISBN 978-4-04-109365-8
  2. 2021年1月9日発売[20]、ISBN 978-4-04-109366-5
  3. 2021年9月10日発売[21]、ISBN 978-4-04-111698-2
  4. 2022年4月8日発売[22]、ISBN 978-4-04-111699-9
  5. 2022年11月10日発売[23]、ISBN 978-4-04-112963-0
  6. 2023年7月10日発売[24]、ISBN 978-4-04-113814-4
  7. 2024年3月8日発売[25]、ISBN 978-4-04-114510-4
  8. 2025年3月10日発売[26]、ISBN 978-4-04-115485-4